# Anita Allen
Anita Allen, ameriška atletinja, častnica, zdravnica in olimpijka, * 10. september 1977, Star City, Indiana.
Leta 2004 je nastopila na poletnih olimpijskih igrah v pentatlonu.